# Eremochrysa (Eremochrysa) canadensis
Eremochrysa (Eremochrysa) canadensis is een insect uit de familie van de gaasvliegen (Chrysopidae), die tot de orde netvleugeligen (Neuroptera) behoort. 
Eremochrysa (Eremochrysa) canadensis is voor het eerst wetenschappelijk beschreven door Banks in 1911.